# 國家報勳部
國家報勳部（韩语：／ Gukka Bohun-bu */?）是韓國行政部門，為國務總理直轄的19部3處18廳之一。國家報勳部的主要業務是就有關愛國者及退役軍人相關的政策立案及實施，以表揚國民的愛國心及對為國家作出貢獻者的表揚，並對為國犧牲者的遺族提供補償金、教育、就業、醫療等補償。
國家報勳部在宣揚愛國心的行動，包括有在每個月都會選一位「本月獨立運動家」。但亦有其他行動遭周邊國家指責，例如：他們在2005年8月曾經提倡過要「取締日帝殘滓」，把源自日語的詞語從韓語中根絕，又在臨時政府對日宣戰64周年的記念日舉辦活動，引起日本部份人士的不滿。

## 沿革
- 1961年8月 - 根據《報勳福祉醫療公團法》成立軍士援護廳（군사원호청）
- 1962年4月16日 - 「軍士援護廳」升格並改編成為援護處（원호처）
- 1985年1月1日 - 「援護處」改稱為「國家報勳處」
- 2023年6月5日 - 「國家報勳處」升格為「國家報勳部」[1]。

## 职能
对国家有功者及其遗属的報勳；对参战有功者和五一八民主主义有功者的礼遇；对退役军人、枯葉剂受害者、特殊任务执行者的支援与表彰宣传等相关事务。

## 組織

### 官员
- 处长
  - 发言人
- 次长
  - 企画调整官
  - 监査担当官

### 下部组织
- 运营支援课
- 报偿政策局
- 报勳宣扬局
- 福祉增进局
- 退役军人局

### 附屬機構
- 國立大田顯忠院
- 国立4·19民主墓地管理所（紀念1960年四一九學運）
- 国立3·15民主墓地管理所
- 国立5·18民主墓地管理所（紀念1980年光州事件）
- 国立永川护国院
- 国立仁实护国院
- 国立利川护国院
- 地方報勳廳（首尔、釜山、大田、大邱、光州）
- 報勳分廳（首尔南部、首尔北部、水原、仁川、议政府、春川、江陵、蔚山、马山、晋州、洪城、清州、忠州、安东、庆州、顺天、木浦、全州、益山）
- 报勳审査委员会

## 歷代部长

### 援護處處長
- 張東雲將軍

### 國家報勳處處長
- 金瑾洙
- 金有培
- 維徹

### 國家報勳部部長
- 姜贞爱：2023年12月26日 - 2025年7月25日
- 權五乙（朝鲜语：권오을）：2025年7月25日 -

## 外部連結
- 國家報勳部官方網站 
- 韓國國家大典委員會：國家有功者禮遇和支援相關法律 